# Альфредо, Альфредо
«Альфредо, Альфредо» (італ. Alfredo, Alfredo) — кінокомедія (1972) італійського режисера П'єтро Джермі. На головну роль режисер взяв американця Дастіна Гоффмана, роль якого була переозвучена італійським актором Ферруччо Амендола.

## Сюжет
Головний герой фільму — італієць Альфредо, звичайний банківський працівник. Він одружується із вродливою жінкою, але цей шлюб не дуже вдалий.

## У ролях
- Дастін Хоффман — Альфредо
- Стефанія Сандреллі
- Карла Гравіна
- Клара Колозімо
- Луїджі Багетті
- Даніка Ла Лоджа

## Номінації та нагороди
- Номінація на Золотий глобус в категорії «Найкращий фільм іноземною мовою»
- Премія Давид ді Донателло в категорії «Найкращий фільм»